# علم فلك أشعة غاما

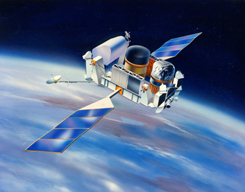
مرصد كومبتون لأشعة غاما

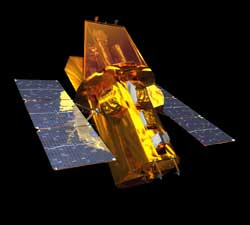
Swift.

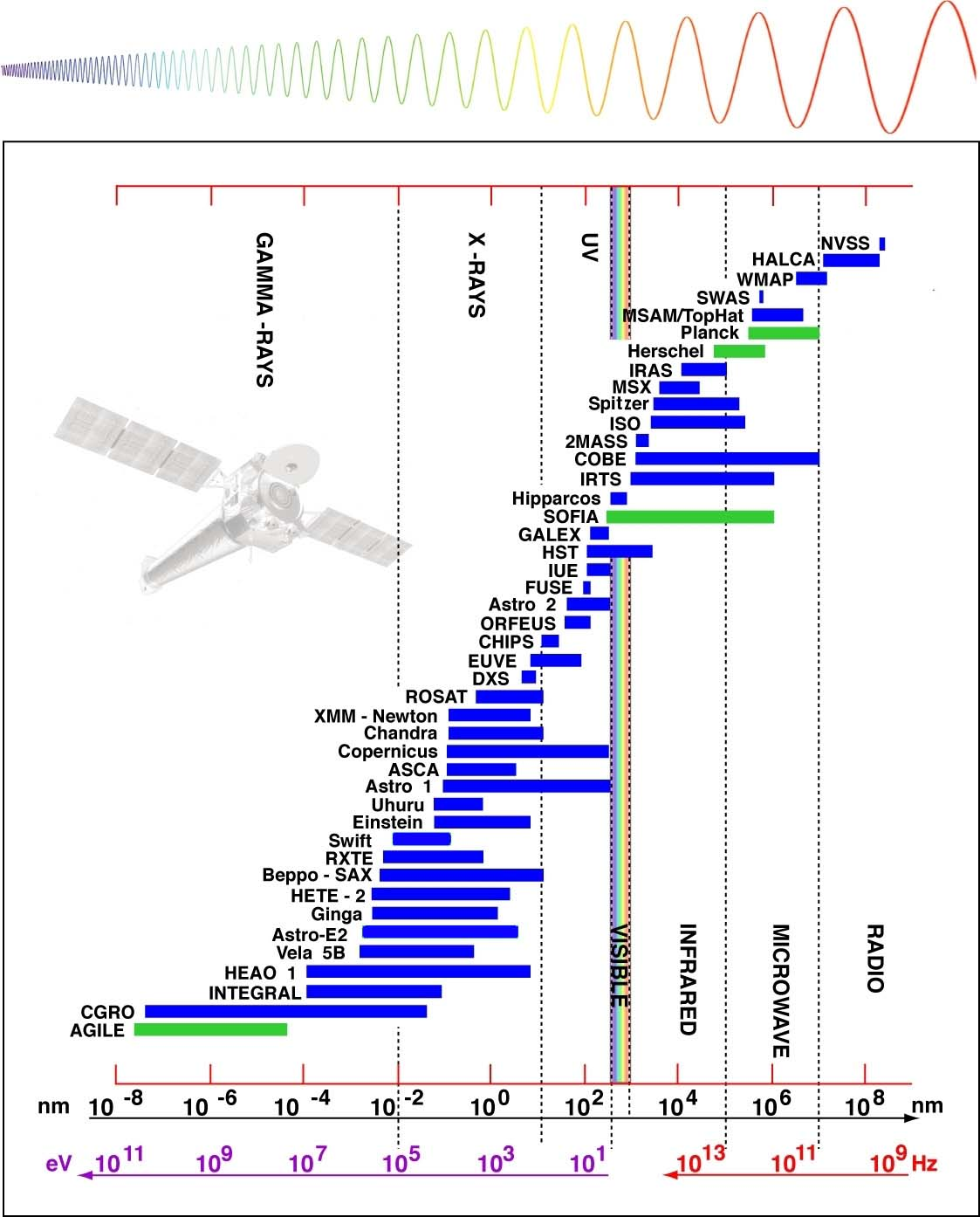
مراصد فضائية وحيز طول الموجة (بالنانومتر) التي تقوم بقياسها. إلى اليسار: مراصد أشعة غاما.

علم فلك أشعة غاما (بالإنجليزية: Gamma-ray Astronomy) هو الدراسة الفلكية للكون بقياس أشعة غاما القادة من بعض الأجرام السماوية. يتيح قياس أشعة غاما، وهي أشعة ذات طاقة عالية، شديدة القصر في طول موجتها - وهي في نفس الوقت نوع من أنواع الضوء ذو الطاقة العالية حيث أنها أيضا من الموجات الكهرومغناطيسية - يتيح قياسها معرفة انفجارات تحدث في الكون، وقياس عمليات فيزيائية تحدث في بعض النجوم والمجرات شديدة الطاقة وتنتج أشعة غاما.
أشعة غاما تنشأ عن أحداث فلكية مثل انفجارات المستعرات العظمى وتدمر الذرات والثقوب السوداء والتحلل الإشعاعي للمادة في الفضاء وبالتالي تمكننا أشعة غاما من دراسة هذه الأحداث.
نظرا لامتصاص جو الأرض لأشعة غاما فلا يمكننا رصدها من على سطح الأرض. لذلك تُرسل الأقمار الصناعية التي تحمل أجهزة خاصة لقياس ورصد تلك الاشعة فوق الغلاف الجوي للأرض.

## تقنية الكاشف
أصبح رصد أشعة غاما ممكنًا للمرة الأولى في ستينيات القرن العشرين. كان رصدها أكثر صعوبةً من رصد أشعة إكس أو الضوء المرئي، لأنّ أشعة غاما نادرة نسبيًا، وحتى مصادرها «البراقة» تحتاج عدة دقائق من الرصد قبل أن تُكشف، وبسبب صعوبة تركيز أشعة غاما، فإنّ وضوحها منخفض جدًا. تبلغ دقة أحدث جيل (العقد الأول من القرن الواحد والعشرين) من التلسكوبات الخاصة بأشعة غاما 6 دقائق قوسية في مجال طاقي من فئة غيغا إلكترون فولط (شاهد سديم السرطان في صورة بُعداها بكسل واحد) بالمقارنة مع دقة 0.5 ثانية قوسية في مجال أشعة إكس منخفضة الطاقة (1 كيلو إلكترون فولط) كما هو الحال في مرصد تشاندرا لأشعة إكس (1999)، ودقة نحو 1.5 دقيقة قوسية في مجال أشعة إكس عالية الطاقة (100 كيلو إلكترون فولط) كما هو الحال في تلسكوب التركيز عالي الطاقة (2005).
يُمكن اكتشاف أشعة غاما عالية الطاقة ذات الفوتونات التي تتجاوز طاقتها 30 غيغا إلكترون فولط عن طريق الاختبارات الأرضية. تتطلب التدفقات المنخفضة جدًا للفوتونات ذات طاقات عالية كهذه كواشف ذات مناطق فعالة كبيرة بشكل غير عملي بالنسبة للأدوات الفضائية الحالية. تنتج الفوتونات عالية الطاقة كهذه زخات كثيفة من الجسيمات الثانوية في الغلاف الجوي والتي يُمكن رصدها من الأرض بشكل مباشر عن طريق العدادات الإشعاعية، وبشكل بصري عن طريق إشعاع شيرينكوف الذي تنبثق منه جزيئات الزخات مرتفعة الطاقة نسبيًا. تحقق تقنية تلسكوب شيرينكوف للتصوير الجوي الحساسية الأعلى.
اكتُشف إشعاع غاما المنبعث من سديم السرطان في مجال طاقي تيرا إلكترون فولط لأول مرة في عام 1989 بواسطة مرصد فريد لورنس ويبل في جبل هوبكنز في أريزونا في الولايات المتحدة الأمريكية. يمكن لتجارب تلسكوب شيرينكوف الحديث أن تحدد سديم السرطان خلال دقائق قليلة، ومن هذه التجارب النظام الستيريو سكوبي عالي الطاقة (إتش إي إس إس)، ونظام مصفوفة تلسكوب لتصوير الأشعة عالية الطاقة (فيريتاس)، وتلسكوبات شيرينكوف للتصوير الجوي لأشعة غاما بشكل أساسي (ماجيك)، وكانغاروو 3. رُصدت الفوتونات ذات الطاقة الأعلى (تصل إلى 16 تيرا إلكترون فولط) منبعثة من جسم خارج مجرتنا متشكل في الأصل من نجم زائف متوهج (بلازار) في مجرة ماركيريان 501 (إم آر كي 501). أُنجزت هذه القياسات بواسطة تلسكوبات شيرينكوف الهوائية لعلم فلك أشعة غاما عالية الطاقة (هيغرا).
ما تزال أرصاد علم فلك أشعة غاما مقيدة عند الطاقة المنخفضة بخلفيات لا تحتوي على أشعة غاما، وعند الطاقة العالية بعدد الفوتونات التي يمكن اكتشافها. من الأمور الضرورية للتقدم في هذا المجال هي الكواشف التي تغطي مناطق أكبر، وإخماد الخلفية بشكل أفضل. ربما يسمح اكتشاف في عام 2012 بتركيز تلسكوبات أشعة غاما. يبدأ مؤشر الانكسار بالازدياد مجددًا عند الفوتونات ذات الطاقات الأعلى من 700 كيلو إلكترون فولط.

## نبذة تاريخية مبكرة
عرف العلماء أنّ الكون يجب أن ينتج أشعة غاما قبل وقت طويل من اكتشاف التجارب لانبعاثات هذه الأشعة من مصادر كونية. كان عمل يوجين فينبرغ وهنري بريماكوف في عام 1948، وعمل ساكيو هاياكاوا وآي. بي. هاتشينسون، وعمل فيليب موريسون بشكل خاص، هي الأعمال التي قادت العلماء إلى الاعتقاد بأن هناك عددًا من العمليات المختلفة التي حدثت في الكون والتي ستنتج عنها انبعاثات أشعة غاما. تضمنت هذه العمليات تفاعلات الأشعة الكونية مع الغاز بين النجمي، وانفجارات المستعرات العظمى، وتفاعلات الإلكترونات الطاقية مع المجالات المغناطيسية. مع ذلك لم تستطع قدراتنا اكتشاف هذه الانبعاثات بالفعل حتى ستينيات القرن العشرين.

## مراصد فضائية تقيس أشعة غاما
- تلسكوب شاندرا الفضائي للأشعة السينية
- مرصد سويفت الفضائي
- روسات
- بيبوساكس
- مرصد كومبتون لأشعة غاما

## نوافذ الغلاف الجوي للأرض

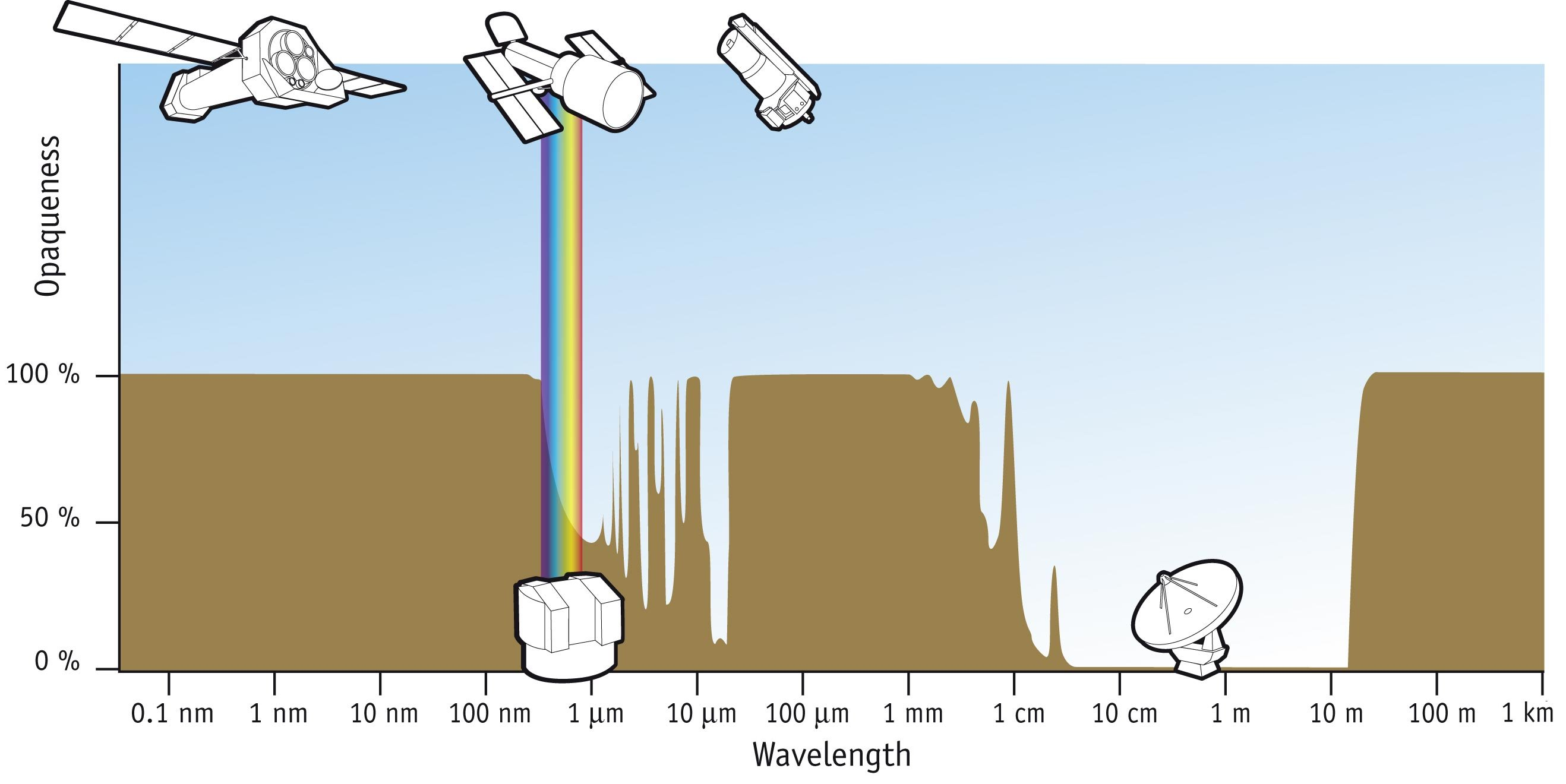
الشكل 2: درجة امتصاص جو الأرض للأشعة المختلفة (اللون البني)، والتلسكوبات الفضائية ونطاق طول موجة الأشعة التي تقوم بتسجيلها.تُرى نافذتان يعتبر جو الأرض شفافا لها: في نطاقي الضوء المرئي والأشعة الراديوية http://www.spitzer.caltech.edu/Media/mediaimages/background.shtml

يمتص جو الأرض الموجات الكهرومغناطيسية على جميع أطوال موجاتها بشدة ماعدا في نطاقين لطول الموجة. يوجد هذان النطاقان «(نافذتان)» للأشعة الراديوية، وللأشعة المرئية في حيزين ضيقين لطول موجة الأشعة. لذلك يمكن لمراصد الأرض «رؤية» الأشعة المرئية وكذلك الأشعة الراديوية. أما لرصد أشعة آخرى قادمة من الأجرام السماوية وعلى الأخص الناتجة من انفجار أشعة غاما فلا بد من أرسال أجهزة الرصد على متن أقمارا صناعية لرصدها. الشكل المجاور يبين النافذتين «الشفافتين» لجو الأرض.